# 内妻海部道路
内妻海部道路（うちづまかいふどうろ）とは、地域高規格道路の阿南安芸自動車道の内、徳島県の海部郡牟岐町内妻の内妻ICから徳島県海部郡海陽町多良の海部ICまでの区間のことである。

## 概要
- 起点 : 徳島県海部郡牟岐町大字内妻
- 終点 : 徳島県海部郡海陽町多良
- 規格 : 第1種第3級
- 道路幅員 : 12.0 m
- 車線数 : 2車線
- 設計速度 : 80 km/h
- 通行料金 : 無料

## 位置関係
E55 阿南安芸自動車道
- （徳島・阿南方面）- 日和佐道路 - 海部道路 - 内妻海部道路 - 海部野根道路 - 野根安倉道路 -（安芸・高知方面）

## 通過市町村
徳島県海部郡牟岐町 - 海陽町

## インターチェンジなど
- IC番号欄の背景色が■である部分については道路が供用開始済みの区間を示している。また、施設名欄の背景色が■である部分は施設が供用開始されていない、または完成していないことを示す。なお、未開通区間の名称は仮称である。
- BS（バス停留所）のうち、○は運用中、◆は休止中の施設。無印はBSなし。
- （数字）は、他路線の番号。<数字>は、予定番号。
- 英略字は以下の項目を示す。
IC : インターチェンジ、BS : バスストップ

| IC番号                    | 施設名 | 接続路線名       | 内妻 から （km） | 海部 から （km） | BS | 備考 | 所在地 | 所在地 |
| ------------------------- | ------ | ---------------- | ---------------- | ---------------- | -- | ---- | ------ | ------ |
| E55 海部道路 阿南方面     |        |                  |                  |                  |    |      |        |        |
| -                         | 内妻IC | 国道55号（現道） | 0.0              |                  |    |      | 徳島県 | 牟岐町 |
| -                         | 浅川IC | 国道55号（現道） |                  |                  |    |      | 徳島県 | 海陽町 |
| -                         | 海部IC | 国道193号        |                  | 0.0              |    |      | 徳島県 | 海陽町 |
| E55 海部野根道路 安芸方面 |        |                  |                  |                  |    |      |        |        |

## 主な橋・トンネル

### 橋
未発表

### トンネル
未発表

## 沿革
- 1994年（平成6年）12月 - 阿南安芸自動車道全体が計画路線に指定。
- 2015年（平成27年）3月18日 - 四国地方整備局社会資本整備審議会道路分科会の四国地方小委員会を開催。国道55号改良より山側に自動車専用道路を通すバイパス案を決定[4]。
- 2015年（平成27年）4月9日 : 計画段階評価⼿続き完了。
- 2018年（平成30年）11月16日 : 都市計画変更。